# ロマヌス (ローマ教皇)
ロマヌス（Romanus、9世紀生、没年不明）は、ステファヌス6世の後を継いで897年8月に就任し、同年11月に退位したローマ教皇。
イタリア半島中部に位置するガッレーゼで生まれた。ローマのサン･ピエトロ･イン･ヴィンコリ聖堂の司祭枢機卿だった。897年、教皇フォルモススを死後に死体裁判にかけた教皇ステファヌス6世がフォルモススの支持者によって殺された後を継いで教皇になったが、在位はわずか4か月だった。真偽不明だが、退位後「修道士になった」すなわち修道院に閉じ込められたという伝承がある。もし退位させられたのであれば、フォルモスス派が退位させたという説と、ステファヌス6世派が退位させたという対立する2説がある。